# Olenecamptus macari
Olenecamptus macari là một loài bọ cánh cứng trong họ Cerambycidae.